# Edina Alves Batista
Edina Alves Batista (ur. 10 stycznia 1980 w Goioerê) – brazylijska sędzia piłkarska. Od 2016 roku sędzia międzynarodowa.
Alves Batista znalazła się na liście sędziów Copa America 2018 i 2022, Mistrzostw Świata 2019 i 2023 oraz Igrzysk Olimpijskich 2020 i 2024.

## Sędziowane mecze Mistrzostw Świata 2023
| Mecz                    | Data       | Miejsce                                | Runda        | Wynik | Żółta kartka | Czerwona kartka |
| ----------------------- | ---------- | -------------------------------------- | ------------ | ----- | ------------ | --------------- |
| Australia Irlandia      | 20.07.2023 | Stadium Australia Sydney               | Faza grupowa | 1:0   | 1            | 0               |
| Korea Południowa Maroko | 30.07.2023 | Hindmarsh Stadium Adelaide             | Faza grupowa | 0:1   | 1            | 0               |
| Japonia Norwegia        | 05.08.2023 | Wellington Regional Stadium Wellington | 1/8 finału   | 3:1   | 0            | 0               |
| Hiszpania Szwecja       | 15.08.2023 | Eden Park Auckland                     | Półfinał     | 2:1   | 0            | 0               |

## Sędziowane mecze Copa América 2022
| Mecz              | Data       | Miejsce                                | Runda             | Wynik | Żółta kartka | Czerwona kartka |
| ----------------- | ---------- | -------------------------------------- | ----------------- | ----- | ------------ | --------------- |
| Kolumbia Paragwaj | 09.07.2022 | Estadio Olímpico Pascual Guerrero Cali | Faza grupowa      | 4:2   | 4            | 0               |
| Chile Ekwador     | 15.07.2022 | Estadio Olímpico Pascual Guerrero Cali | Faza grupowa      | 2:1   | 4            | 0               |
| Chile Wenezuela   | 05.08.2023 | Estadio Centenario Armenia             | Mecz o 5. miejsce | 3:1   | 4            | 0               |

## Sędziowane mecze Mistrzostw Świata 2019
| Mecz                     | Data       | Miejsce                                  | Runda        | Wynik | Żółta kartka | Czerwona kartka |
| ------------------------ | ---------- | ---------------------------------------- | ------------ | ----- | ------------ | --------------- |
| Nowa Zelandia Holandia   | 11.06.2019 | Stade Océane Hawr                        | Faza grupowa | 0:1   | 0            | 0               |
| Chiny Hiszpania          | 17.06.2019 | Stade Océane Hawr                        | Faza grupowa | 0:0   | 1            | 0               |
| Włochy Chiny             | 25.06.2019 | Stade de la Mosson Montpellier           | 1/8 finału   | 2:0   | 0            | 0               |
| Anglia Stany Zjednoczone | 02.07.2019 | Parc Olympique Lyonnais Décines-Charpieu | Półfinał     | 1:2   | 3            | 1               |

## Sędziowane mecze Copa América 2018
| Mecz             | Data       | Miejsce                      | Runda        | Wynik | Żółta kartka | Czerwona kartka |
| ---------------- | ---------- | ---------------------------- | ------------ | ----- | ------------ | --------------- |
| Chile Kolumbia   | 07.04.2018 | Estadio La Portada La Serena | Faza grupowa | 1:1   | 1            | 0               |
| Paragwaj Urugwaj | 12.04.2018 | Estadio La Portada La Serena | Faza grupowa | 2:1   | 1            | 0               |